# Los Florideños
Los Florideños es un conjunto de música folklórica de Argentina. Se inician en el año 1998. Desde un comienzo se caracterizaron por tener un repertorio con contenido social y testimonial y por la influencia de músicos y poetas como Atahualpa Yupanqui, Armando Tejada Gómez, Alfredo Zitarrosa, y Aníbal Sampayo. Compartieron escenario con Teresa Parodi, Ramona Galarza, Los Arroyeños, entre otros. Fueron finalistas del Pre-Cosquín y del Pre-Baradero.
Penélope Bahl (voz, vientos y accesorios de percusión) es cantante y actriz. En teatro musical participó en diferentes obras de la dupla Cibrian-Mahler como Drácula el musical, El Ratón Pérez, Las mil y una noches, Excalibur, Otelo, entre otras, realizando giras por todo el país.
Pablo Chihade (voz y cuerdas) es profesor de historia y música, compositor, músico invitado de diferentes bandas. Integra también “Namunucurá, Los Primitos del Morales”, y “Pájaros Corsarios”. Es el autor de las obras que Florideños y otros artistas interpretan.
Su primer producción mostraba un "folklore joven sin despliegues romanticones ni estridencias". según Página/12.
Florideños vuelve a juntarse en el 2013 después de unos años de inactividad. En esta nueva etapa se les suman otros músicos: Guy Paginez en bajo, y Martín Redondo en percusión.
Han aparecido en diversos programas de televisión, entre ellos Ecos de mi tierra que conduce la cantante argentina Soledad Pastorutti.
En 2016 presentaron su nuevo trabajo "El viaje"